# Tex Rickard
Pour les articles homonymes, voir George Lewis (homonymie), Lewis et Rickard.
George Lewis Rickard surnommé Tex Rickard (né le 2 janvier 1870 à Kansas City dans le Missouri aux États-Unis – mort le 6 janvier 1929 à Miami Beach en Floride également aux États-Unis) est un promoteur de boxe et également connu pour être le fondateur des Rangers de New York, franchise de hockey sur glace de la Ligue nationale de hockey.

## Biographie
Natif du Missouri, Rickard grandit à partir de quatre ans dans la localité de Sherman au Texas, ville où ses parents emménagent pour s'occuper d'un ranch. Il s'occupe de sa famille à la suite de la mort de son père en 1881 et il devient à 23 ans Marshal de la ville d'Henrietta. Il se marie alors avec Leona Bittick puis participe à la fin des années 1890 à la ruée vers l'or du Klondike. Il y ouvre alors un casino et récolte en quatre ans 500 000 dollars, somme qu'il perd par la suite en misant sur une mauvaise mine d'or.
Il rejoint par la suite la ville de Goldfield dans le Nevada et ouvre un nouveau casino. Le 3 septembre 1906, il organise son premier combat de boxe et récolte la somme de 62 000 dollars. Il organise son deuxième combat en 1910 en mettant sur pied la rencontre entre James J. Jeffries, ancien champion invaincu des poids lourds et Jack Johnson. Il offre alors une récompense de 101 000 dollars au vainqueur mais parvient tout de même à tirer profit du match, une victoire de Johnson, boxeur noir.
Le 2 juillet 1921, il organise le combat de boxe entre Jack Dempsey et Georges Carpentier qui sera nommé le « combat du siècle ». Ce sera le premier match de boxe à dépasser la barre du million de dollars de recettes et le premier également à être radiodiffusé.
En 1924, il apprend que le Madison Square Garden dans sa version datant de 1890 doit être détruit et il décide de faire construire la troisième version de la salle, maintenant connu sous le nom de Madison Square Garden III. Les travaux sont lancés le 9 janvier 1925 et sont finis en 249 jours. Une équipe de hockey sur glace fait alors ses débuts dans la salle : les Americans de New York de la Ligue nationale de hockey. Il perd sa femme en 1925 et se remarie avec Maxine Hodges l'année suivante.
Rickard souhaite également avoir une franchise et il crée alors pour la saison suivante une nouvelle équipe à la tête de laquelle il met Conn Smythe. L'équipe est alors surnommée les « Tex's Rangers » en référence à la Texas Ranger Division et l'équipe prend le nom de Rangers de New York.
En 1928, il décide de créer une nouvelle salle de sport dans une autre grande ville des États-Unis : Boston. La ville accueille en effet ses événements sportifs dans la salle de la Matthews Arena qui date de 1910 et il finance alors la création du Boston Garden. Il meurt le 6 janvier 1929 des suites d'une opération de l'appendicite.
Il est admis à titre posthume dans l'International Boxing Hall of Fame lors de sa création en 1990.